# 過ギ酸
過ギ酸（かギさん、Performic acid, PFA）は、有機化合物である。不安定な無色の液体であり、ギ酸と過酸化水素を混合することで生成する。酸化力・殺菌力があるため、医療・食品産業において用いられる。

## 性質
水・アルコール・エーテル・ベンゼン・クロロホルムや、他の有機溶媒に可溶。強い酸化力はタンパク質のジスルフィド結合切断に用いられるほか、有機合成においてエポキシ化・ヒドロキシル化などの酸化反応にも用いられる。医療・食品産業においては殺菌力が利用される。ウイルス・細菌胞子・藻類・菌類・マイコバクテリウム属・動物プランクトンなどを含む微生物全般に有効である。分解すると二酸化炭素・酸素・水となり、有害な物質が発生しないため広く用いられる。殺菌速度は過酢酸・過酸化水素などよりも速い。主な欠点は反応性が高いことで、合成後12時間以内に用いなければならず、また、加熱すると危険である。

## 合成
純粋な過ギ酸は合成されていない。70–98 wt%のギ酸と35–50 wt%の過酸化水素を混合することで、90%までの過ギ酸を合成できる。
{\displaystyle {\ce {\rm {HCOOH\ +H2O2<=>HCOO2H\ +H2O}}}}
これは可逆反応であり、大規模な合成には触媒が用いられる。触媒は硝酸・フッ酸・リン酸・硫酸、またはその塩など。カルボン酸エステル・過酢酸なども用いることができる。

## 安全性
毒性はない。皮膚を刺激するが、過酢酸より刺激性は低い。50%以上に濃縮したものは反応性が高く、加熱によって分解するほか、急激に80–85℃に加熱すると爆発する。ホルムアルデヒド・ベンズアルデヒド・アニリンなどの可燃性物質と混合すると、室温でも発火・爆発する。また、金属粉末を加えても激しく爆発する。このため、漏洩した過ギ酸は冷水で希釈した後、バーミキュライトのような不燃性の無機吸収剤で回収する必要がある。